# Herman Kaiser
Herman Jozef (Herman) Kaiser (Heerlen, 24 maart 1954) is een Nederlands bestuurder en politicus van het CDA. Hij was burgemeester van Arnhem van 19 augustus 2013 tot en met 13 februari 2017.

## Levensloop
Kaiser studeerde politicologie aan de Katholieke Universiteit Nijmegen. In april 1978 trad hij aan als raadslid van het CDA in Zoetermeer. Daarna was Kaiser chef de bureau va  de secretaris-generaal van het Ministerie van Welzijn, Volksgezondheid en Cultuur, voor hij in februari 1986 benoemd werd tot burgemeester van Margraten. Hij werd daarmee de jongste burgemeester van Nederland. Zes jaar later volgde zijn benoeming tot burgemeester van Roermond.
In 2002 stapte hij over naar het bedrijfsleven. Hij vervulde functies in het openbaar bestuur en consultancy. In 2006 werd hij burgemeester van de Gelderse gemeente Doetinchem en voorzitter van de Regio Achterhoek. Van 2008 tot 2011 was Kaiser voorzitter van het CDA Gelderland en van de St. Christelijk-Sociaal Congres.
De gemeenteraad van Arnhem droeg Kaiser op 3 juni 2013 voor als opvolger van burgemeester Pauline Krikke, die per 1 juli vertrok. Op 28 juni werd hij door de minister benoemd. Op 19 augustus 2013 werd Kaiser beëdigd. Naast zijn burgemeesterschap werd Kaiser voorzitter van de stichting Lucie Burgers. De Stichting werd in 1980 opgericht en vernoemd naar de dochter van de oprichter en ex-directielid van Koninklijke Burgers' Zoo. De zeventigste herdenking van de Slag om Arnhem in 2014 is onbetwist het hoogtepunt van zijn Arnhemse tijd. Hij zette met het daartoe gevormde comité en de gemeente Arnhem, met The Bridge to Liberation, een jaarlijks nationaal herdenkingsconcert op touw.

## Ziekteverlof en aftreden
In verband met het lange ziekteverlof van Kaiser, is Boele Staal in oktober 2016 benoemd tot waarnemend burgemeester van Arnhem.
Op 13 februari 2017 heeft Kaiser aan de gemeenteraad meegedeeld dat hij niet terugkeert in zijn functie. Bij zijn afscheid als burgemeester van de gemeente Arnhem ontving Kaiser van het gemeentebestuur een gouden stadspenning. De gemeenteraad van Arnhem droeg Ahmed Marcouch op 3 juli 2017 voor als opvolger van Kaiser. Op 25 augustus 2017 stemde het kabinet in met de benoeming van Marcouch tot burgemeester van Arnhem.

## Wetenschap
Na zijn pensionering studeerde hij Theologie aan de Tilburg University, Tilburg School of Catholic Theology, waar hij op 3 mei 2023 promoveerde bij Paul van Geest. Deze studie gaat over het subsidiariteitsbeginsel. Het is een onderdeel van het katholiek sociaal denken. Subsidiariteit gaat over een manier van ordenen. Over de relatie tussen de persoon en zijn omgeving. Cruciaal is de vraag naar de voorwaarden waaronder instituties invloed mogen uitoefenen op de natuurlijke sociale vrijheden en verantwoordelijkheden van de menselijke persoon en zijn sociale verbanden. De probleemstelling van dit proefschrift spitst zich toe op de vraag hoe in een tijd van globalisering, digitalisering en klimaatverandering het subsidiariteitsbeginsel functioneel kan zijn voor goed bestuur in de complexe gelaagdheid van de politieke economie.